# Valle de Azapa

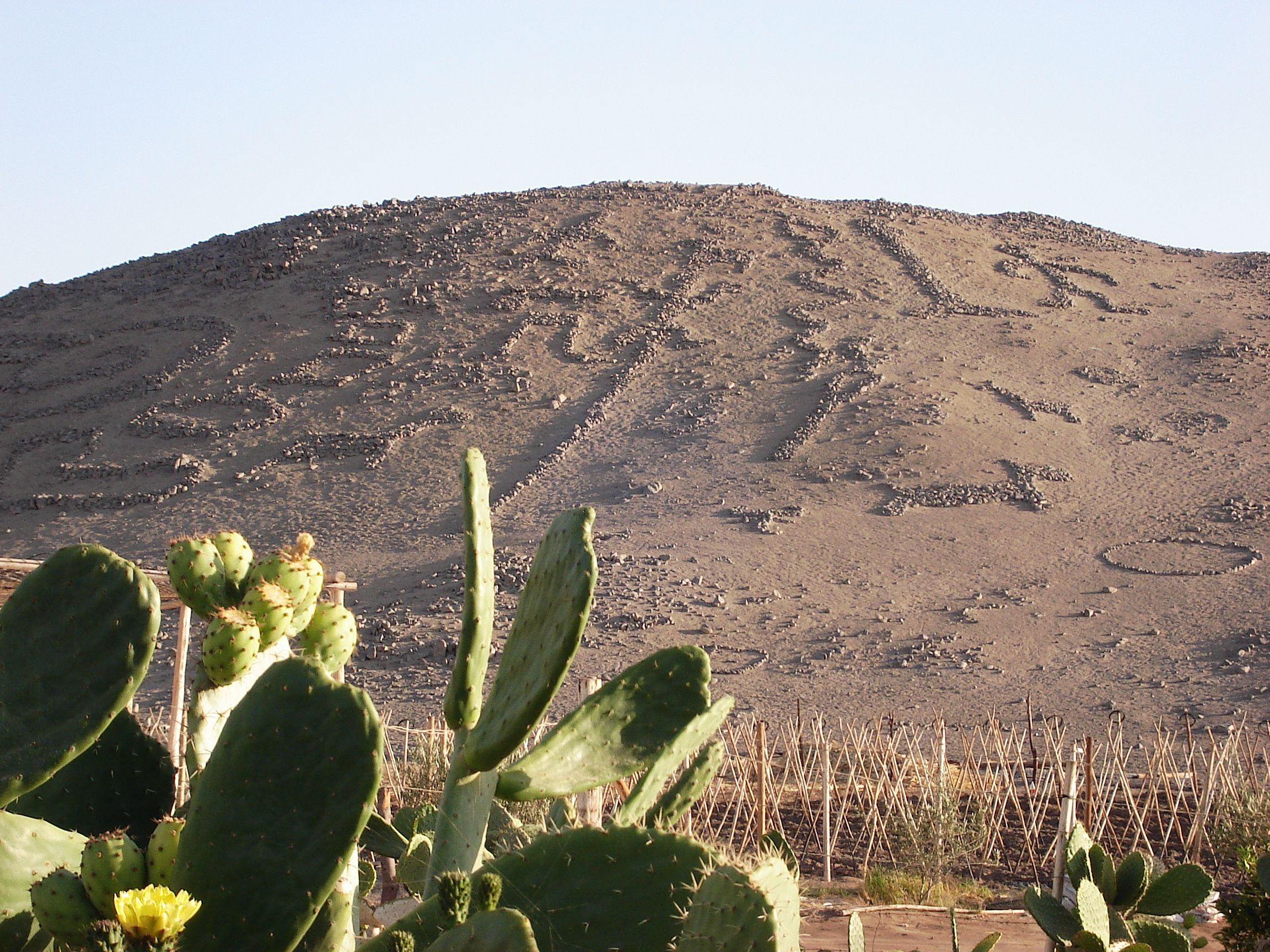
Detalle de Cerro Sagrado (geoglifos de Azapa)

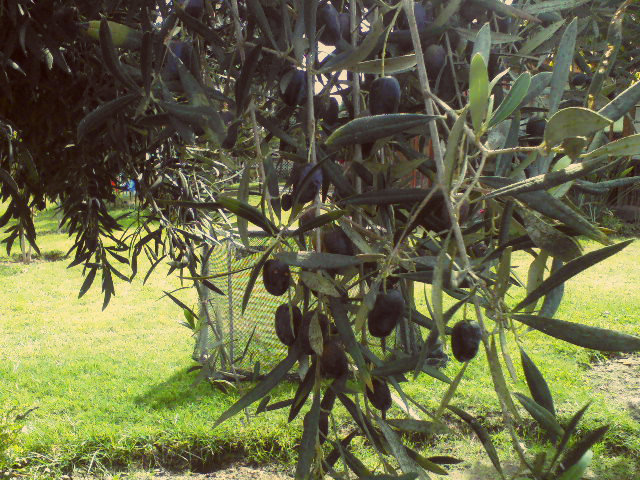
Aceituna de Azapa

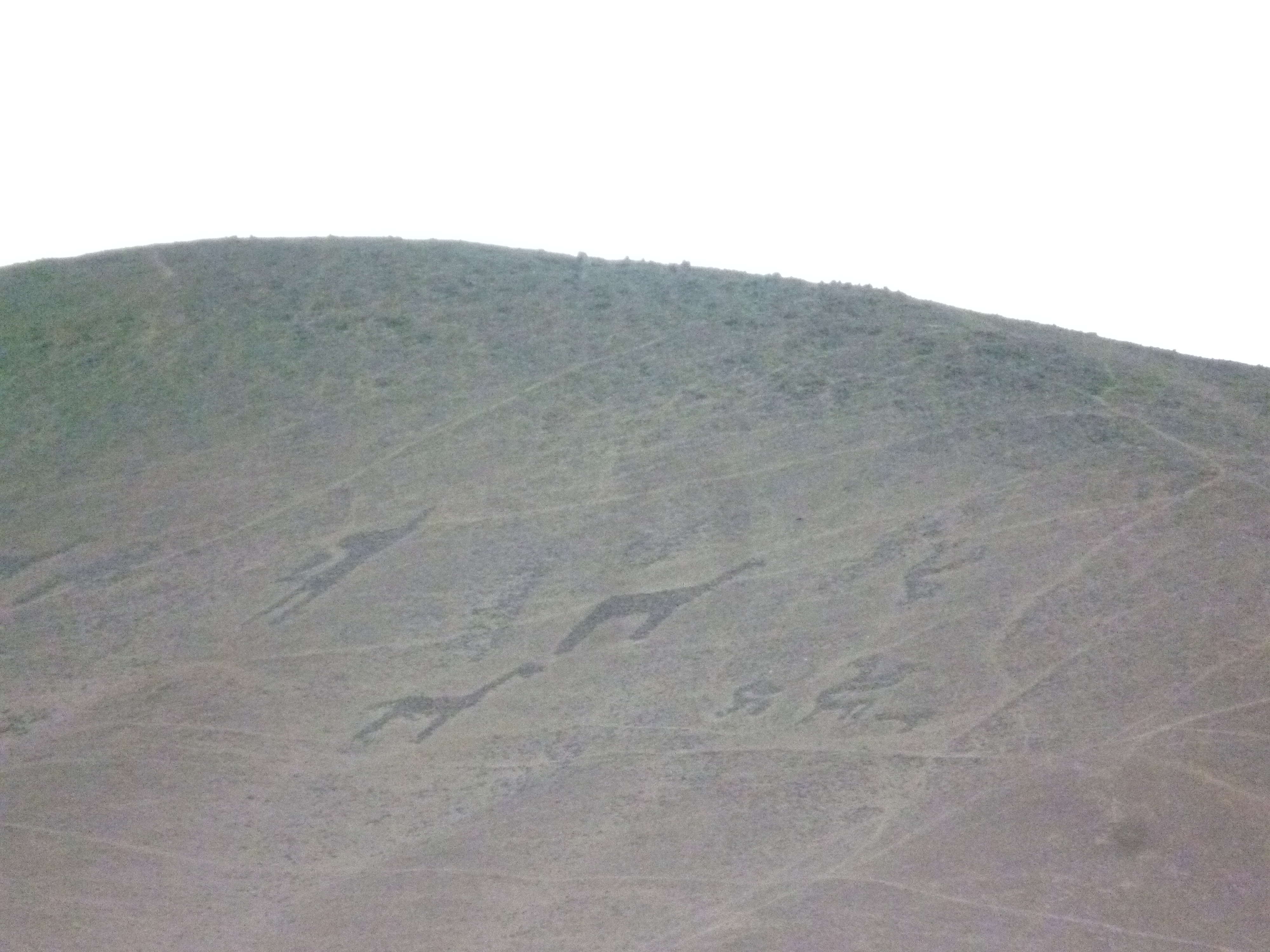
Detalle de La Tropilla (geoglifos de Atoka)

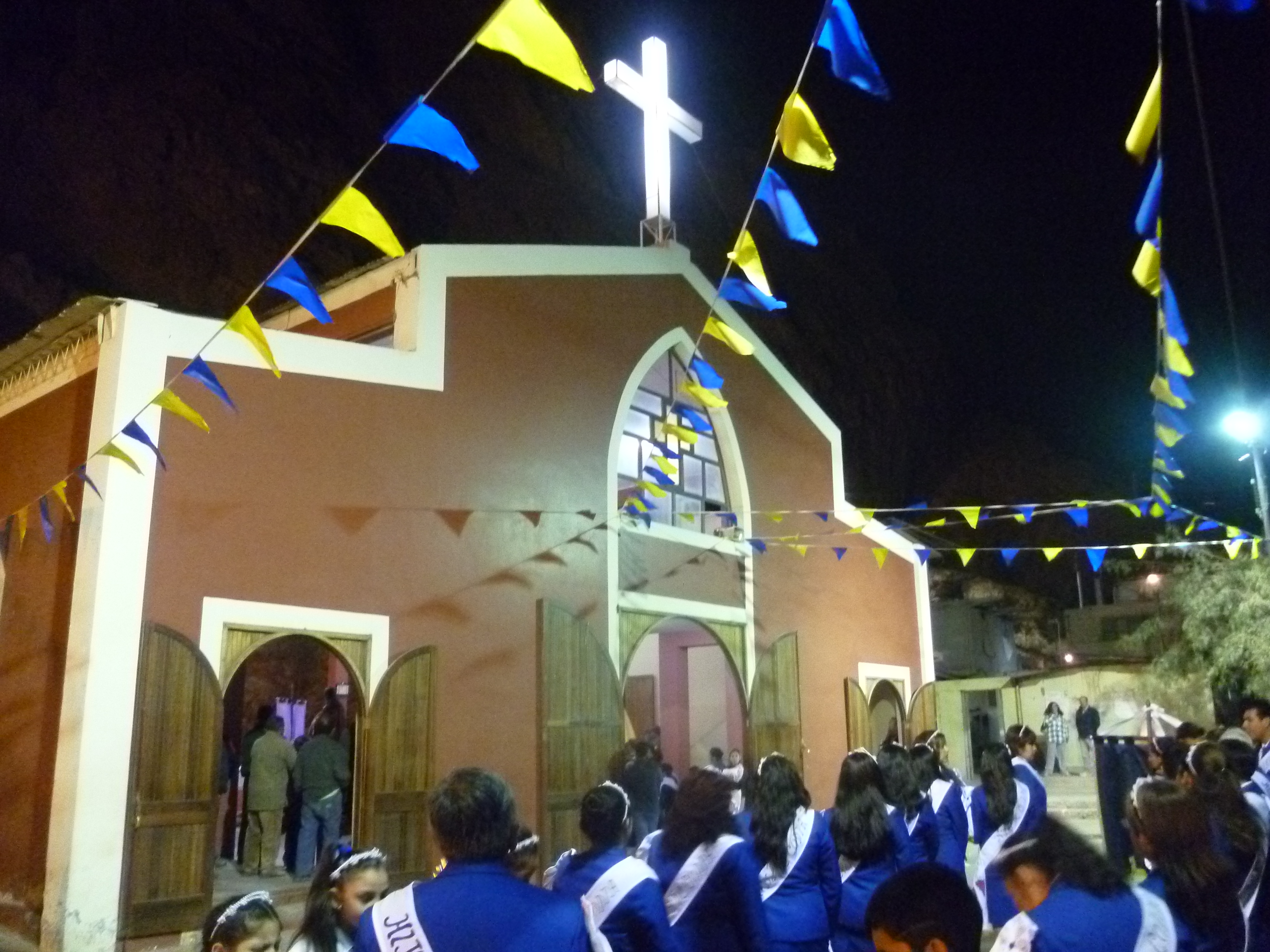
Santuario de las Peñas de Livílcar

El valle de Azapa  (del aimara: jasapa ‘tierra blanda, suave’) es un valle situado al norte de Chile, en la Región de Arica y Parinacota.
A pocos km de Arica se encuentra este fecundo valle, que es famoso por la producción de guayaba, aceituna, mango, plátano, donde además a inusuales plantaciones de papaya. Destaca además su desarrollo arqueológico con más de 10 000 años de historia. Su principal núcleo poblado es San Miguel de Azapa, donde se encuentra el Museo Arqueológico y Antropológico del mismo nombre y la facultad de ciencias agronómicas, ambos dependientes de la Universidad de Tarapacá, el museo posee las momias más antiguas del mundo. Es un área repleta de geoglifos, ubicados en áridos cerrillos, al poniente de la ensenada de Alto Ramírez. Allí hay cuatro grupos de geoglifos. Referente a la actividad económica, los habitantes se dedican a la plantación de productos vegetales como tomates y aceitunas, famosas a nivel nacional y mundial con el nombre de aceituna de Azapa (de color violeta y sabor amargo). También cuenta con un vivero de plantas subtropicales y túmulos.

## Atractivos turísticos
Presenta una extensión de 60 km aproximadamente. Posee un alto valor arqueológico, el Cerro Sombrero cuenta con geoglifos y una aldea prehispánica, ubicada a media ladera de un cerro. Por su parte el Cerro Sagrado cuenta con impresionantes geoglifos ubicados en el sector denominado pampa Alto Ramírez, con una data de, al menos, 600 años. Destaca el Museo Arqueológico de San Miguel de Azapa y el poblado de Livilcar ubicado a 80 km de Arica donde se celebra la festividad de la Virgen de las Peñas.
Geoglifos de Atoka
Se localiza inmediatamente al este de Cerro Sombrero. Las figuras realizadas por acumulamiento de piedras, representan una típica caravana de llamas con su guía, y precedida, por dos personajes en actitud danzante con características antropomorfas, escenas vinculadas al tráfico de caravanas que se llevó a cabo entre costas y tierras para el intercambio de bienes.
Mirador las Llosyas
Permite tener una visión panorámica de cultivos del valle de Azapa y está cercano a sitios arqueológicos que datan de sociedades aldeanas del 1000 - 300 a. C.
Pucará de San Lorenzo
Este pucará es un núcleo habitacional estructurado sobre la base de aterrazamientos artificiales sobre los cuales se construyeron habitaciones de caña. Se encuentra rodeado por un muro perimetral que es el que da el carácter de aldea defensiva, conjuntamente con su ubicación al borde de un corte abrupto sobre el río San José. Actualmente está en ruinas.
San Miguel de Azapa
Ubicado a 12 km de Arica, se llega por un camino asfaltado y de bonitos paisajes atravesados por el río San José. Este pueblo guarda reliquias de antiguas culturas que habitaron la zona. El pueblo también fue el lugar donde vivieron los primeros esclavos negros que llegaron a Chile. A diferencia de las regiones del sur, el clima no les hizo daño y al ser libres, pudieron tener predios y sus propios cultivos. En San Miguel de Azapa, aún viven sus descendientes.
Túmulos funerarios de San Miguel de Azapa
Tipo de sepultura confeccionada en formas de túmulos, mediante el acumulamiento sucesivo de capas de arena y camadas de fibra vegetal, pertenecen a la fase cultural Alto Ramírez (400 a. C. - 400 d. C.).
Santuario de las Peñas de Livílcar
Se ubica en el poblado de Livílcar en la quebrada del mismo nombre a unos 95 kilómetros hacia el interior de Arica, a 1300 metros de altura. El camino para llegar al santuario se circunscribe solamente a la carretera que se interna por el valle de Azapa, pasando por el fértil valle poblado de olivos, plátanos, limones, etc. hasta el sector de Chamarcusiña en donde se encuentra el paradero vehicular (45 kilómetros), desde allí la travesía se continua caminando por un sendero peatonal de mediana dificultad, entre piedras, riachuelos y quebradas (16 kilómetros). En la festividad coexisten 24 sociedades de danzantes (comunidades folklóricas) que bailan por orden de llegada.